# Дуб червоний
Дуб червоний (Quercus rubra) , синонім дуб північний (Quercus borealis) — дерево родини букових (до 30–35 м заввишки) з густою, широкояйцюватою кроною, міцними гілками і товстим прямим стовбуром.

## Морфологічна характеристика

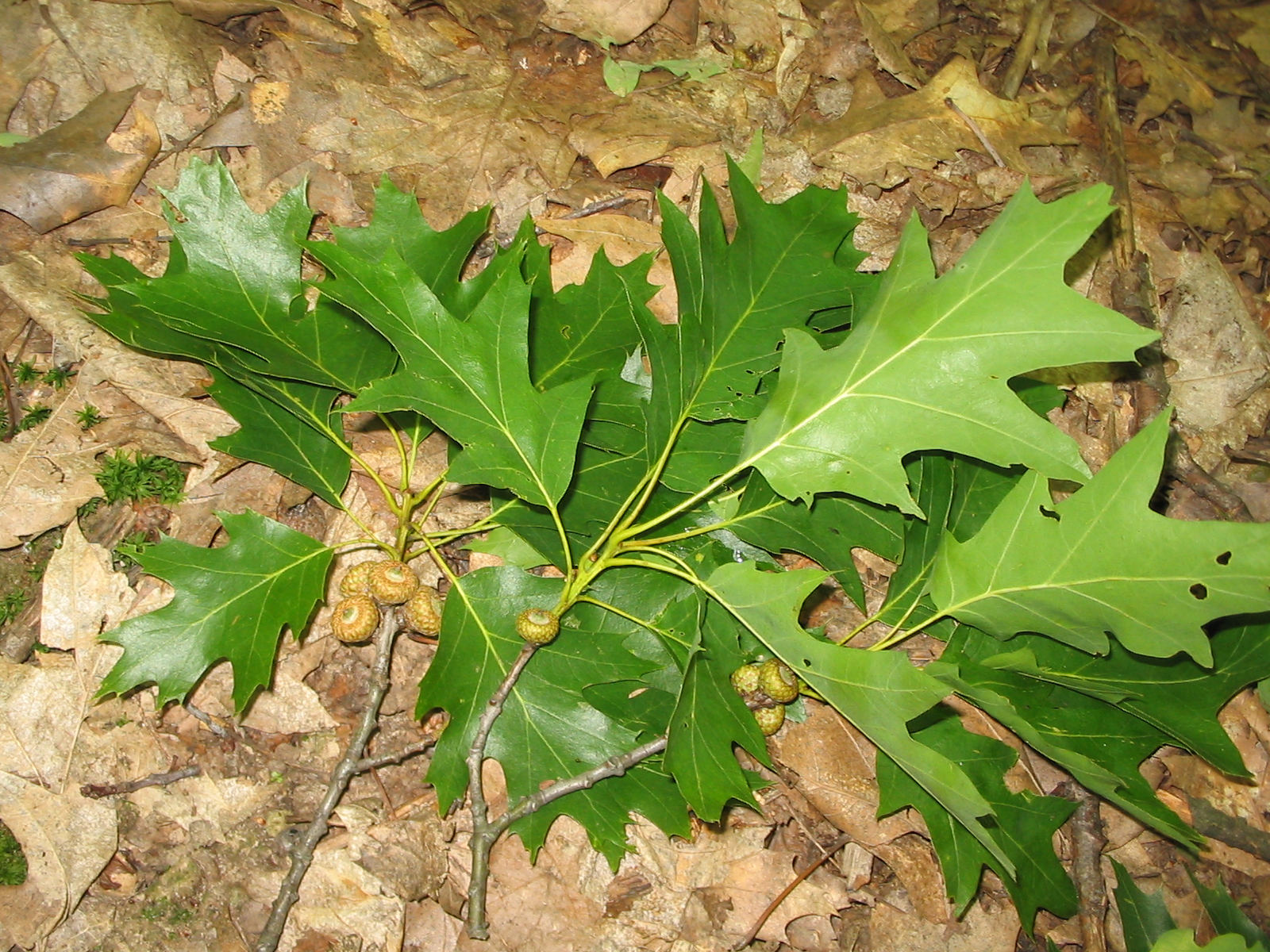
Гілочка дуба червоного з жолудями

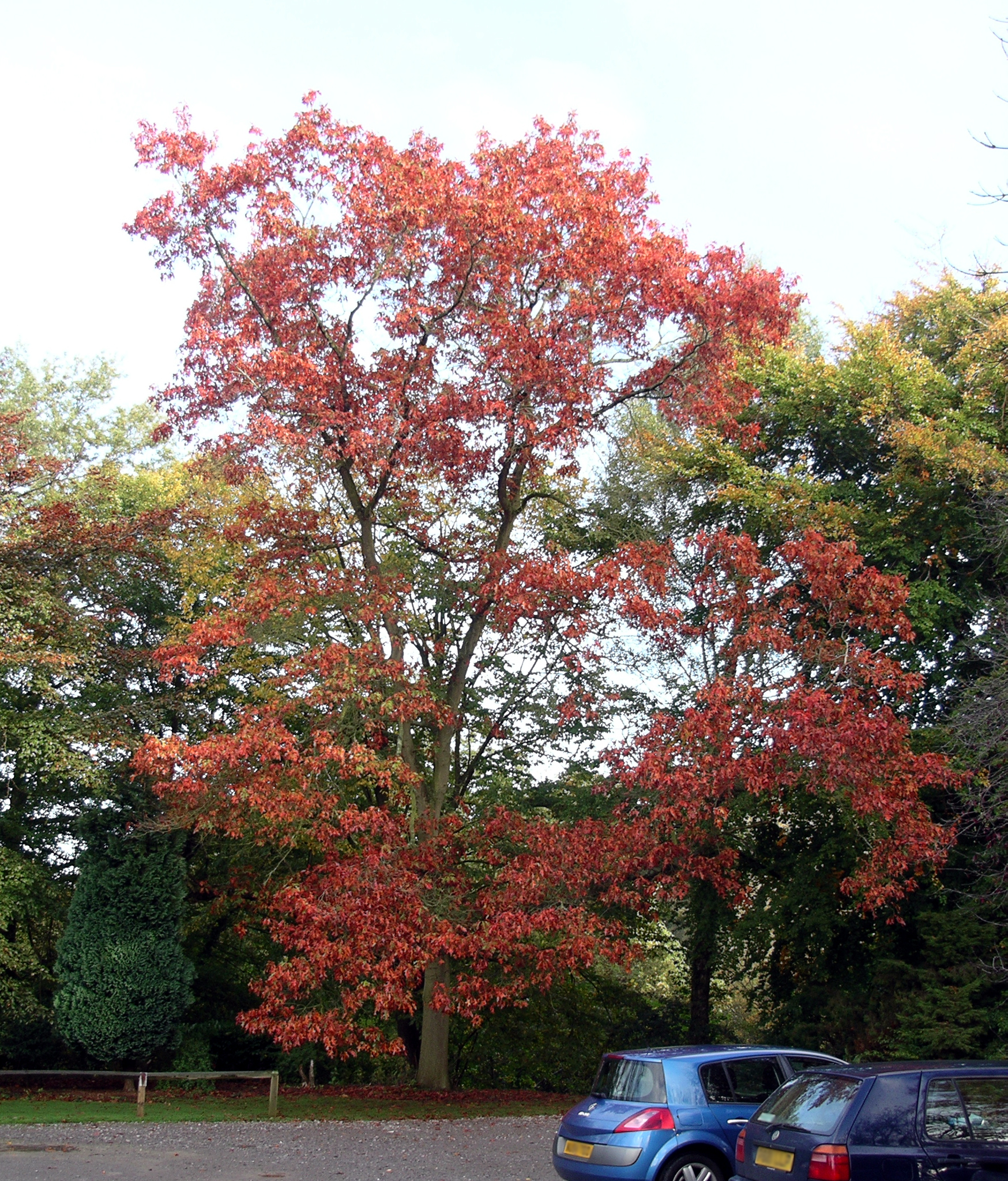
Дерево в осінніх кольорах

Кора сіра, тонка, гладка. Молоді пагони голі, червоно-бурі, гладкі. Коренева система розвинена, коріння росте у глибину. Довжина кореня дорівнює висоті надземної частини дерева. Листки глибоковиїмчасті, тонкі, блискучі, до 15–20 см, із 3–5 загостреними кінчиками з кожної сторони листка, при розпусканні червонуваті, влітку темно-зелені, світліші знизу; восени, перед опаданням, у молодих дерев — червонуваті, у старих — бурувато-коричневі. Квітки одностатеві. Рослина однодомна. Цвіте одночасно з розпусканням листя, в кінці травня — на початку червня.
Жолуді кулясто-яйцеподібної форми, 2–3 см, блискучі, червоно-коричневі, запушені. Груба мисочка оточує жолуді на 1/3 довжини. На відміну від дуба звичайного достигають восени наступного після цвітіння року. Плодоносить стабільно та достатньо з 15–20 років. В молодому віці росте швидше від європейських дубів.

## Поширення та екологічна приуроченість
Росте в лісах, на берегах річок, де немає застою води в ґрунті, на північ від 35 паралелі Північноамериканського материка, включно до Канади. Звичайне дерево широколистяних та змішаних лісів. Надає перевагу захищеним долинам та невисоким пагорбам, також росте на південних та східних схилах від дна долини середніх ярусів гір та плато.
Морозостійкий, світлолюбний, легко переносить бокове затінення, але потребує повного освітлення верхівки крони. Вітростійкий, не вибагливий до родючості ґрунту, витримує кислі ґрунти, але не переносить вапнякових та мокрих ґрунтів.
Стійкий до шкідників та хвороб, у тому числі й до борошнистої роси. Має великі фітонцидні властивості.
До Європи був завезений в XVII столітті.
Кора дуба містить багато таніну. Завдяки великій декоративності, стійкості до агресивного навколишнього середовища, заслуговує найширшого використання в зеленому будівництві, для створення одиничних та групових насаджень, алей, масивів, обсадження доріг та вулиць.
За своїми декоративними та механічними властивостями деревина дуба червоного поціновується в деревообробній промисловості. За механічними властивостями значно поступається деревині дуба звичайного, у своєму складі має менше танінів, тому поступається стійкістю вітчизняному виду в умовах сирості.
В 2023 році, згідно наказу Міністра захисту довкілля та природних ресурсів України № 695/39751 від 05.05.2023 року включений до "Переліку чужорідних видів дерев, заборонених у відтворенні лісів", з відповідною забороною використовувати його для створення та відновлення лісів та полезахисних смуг в Україні.